# 달고나 커피

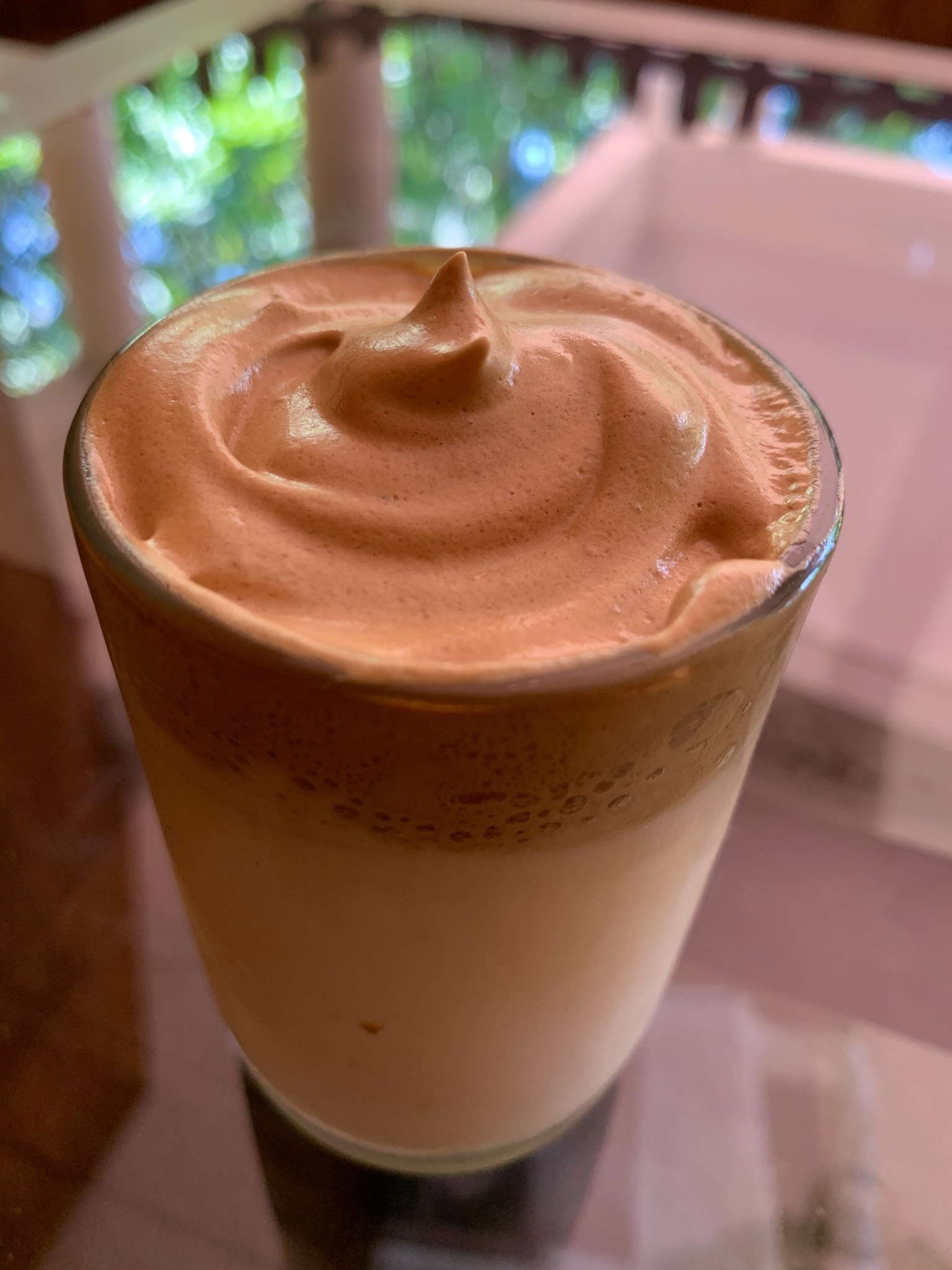
달고나 커피

달고나 커피(Dalgona coffee)는 2020에 등장한, 인스턴트 커피 가루, 설탕, 뜨거운 물을 넣고 크림처럼 될 때까지 휘저어 차갑거나 뜨거운 우유를 넣어 만드는 커피 음료이다. 개인 입맛에 따라 커피 가루, 코코아, 잘게 부순 비스킷, 꿀 등과 같은 장식을 더해 토핑 하기도 한다. 코로나19 범유행 때문에 사람들이 외출을 자제하는 상황에서 가정에서도 전기 믹서를 사용하지 않고 손으로 커피를 휘젓는 미디어 콘텐츠가 소셜 미디어를 통해 널리 퍼지며 유행하였다.
처음엔 한국의 추억의 설탕 과자인 달고나와 맛과 모양이 비슷해서 달고나 커피라는 이름이 붙은 것이었지만 이후에는 점차 진짜 달고나를 넣은 커피도 나오기 시작하면서 하나의 한국식 커피 메뉴로 자리잡았다.

## 한국에서의 흥행
- 희극인 이영자가 문화방송 예능 프로그램인 〈전지적 참견 시점〉에 나와서 달고나 커피를 맛있게 먹은 것이 흥행의 시작이다. 이후 여러 프랜차이즈에서 달고나 커피 메뉴를 출시했다.[5]
- 코로나바이러스감염증-19로 인한 사회적 거리두기로 인해 집에서 시간을 보내는 각종 방법들이 인터넷에 떠돌기 시작하면서 1,000번 저어서 만드는 달고나 커피 레시피가 유행했다[출처 필요].

## 같이 보기
- 비튼 커피
- 크로플
- 프라페
- 커피 우유
- 달고나